# Montero Hoyos
Montero Hoyos är en ort i Bolivia.   Den ligger i departementet Santa Cruz, i den centrala delen av landet, 300 km nordost om huvudstaden Sucre. Montero Hoyos ligger 302 meter över havet och antalet invånare är 2 064.
Terrängen runt Montero Hoyos är platt. Närmaste större samhälle är Pailón, 5,6 km öster om Montero Hoyos.
Omgivningarna runt Montero Hoyos är huvudsakligen savann. Trakten runt Montero Hoyos är nära nog obefolkad, med mindre än två invånare per kvadratkilometer.